# Универзитет у Портланду
Универзитет у Портланду (енгл. University of Portland) је приватни католички универзитет у Портланду. Основан је 1901. године и повезан је са Конгрегацијом Светог крста, која је такође основала Универзитет Нотр Дам. На Универзитету у Портланду студира око 3.730 студената.